# Кенілворт Роуд
«Кенілворт Роуд» (англ. Kenilworth Road) — футбольний стадіон у місті Лутон, Англія, домашня арена ФК «Лутон Таун». Місткість арени становить 10 356 глядачів.
Стадіон відкритий 1906 року. У 1953 році встановлено систему освітлення. Впродовж 1985-1991 років поле стадіону мало штучне покриття. З 1991 року арена має виключно сидячі місця. 
У 1959 році у матчі шостого раунду Кубка Англії між Лутоном та «Блекпулом» встановлено рекорд відвідуваності стадіону — 30 069 глядачів.
У 1984 році арена приймала другий фінал чемпіонату Європи з футболу серед жінок.